# 팔레 드 스포르
팔레 드 스포르(Palais des Sports)은 캐나다 퀘벡주 셰르브루크에 위치한 실내 경기장이다. 과거 AHL 셔브루크 커네이디언스의 홈경기장으로 사용했다.